# Epiphyes
Epiphyes là một chi bướm ngày thuộc họ Bướm nâu.